# ザ・ゴール
『ザ・ゴール』（原題：英: The Goal）は、イスラエルの物理学者エリヤフ・ゴールドラットが著述し1984年に出版されたビジネス小説。
製造業向けに「制約条件の理論（TOC：Theory of Constraints）」を読みやすい小説仕立てで説明している。
2014年時点では、全世界で1000万人を超える読者がいるとされ、2001年に発売された日本語版も68万部を超えるベストセラーとなっている。また、続編である『ザ・ゴール2』や『ザ・チョイス』などが出版されており、人気のシリーズとなっている。

## 概要
製造業向けに「制約条件の理論（TOC：Theory of Constraints）」を小説仕立てで説明した本である。
TOCはトヨタ生産方式をはじめとした、日本で経験則的に行われていた方式を分析し、理論建てたものである。しかし、当時の日本企業は国際競争力が高く、日本以外の国の競争力を上げて貿易不均衡を解消する必要があると考えたゴールドラットは、「日本人は、部分最適の改善にかけては世界で超一級だ。その日本人に『ザ・ゴール』に書いたような全体最適化の手法を教えてしまったら、貿易摩擦が再燃して世界経済が大混乱に陥る」として、「本作の日本語翻訳を2001年まで許可しなかった」という逸話が残る。

## あらすじ
工場閉鎖の危機
アレックスは、機械メーカーであるユニコ社の工場の所長に栄転してくる。工場は慢性的に出荷遅れが続き、赤字状態が続いていた。とうとう採算悪化を理由として、「3ケ月以内に目標を達成できなければ工場を閉鎖する」と言い渡される。
工場閉鎖を免れるためにアレックスは改善すべき点を探そうと努力するが、工場の各部門は「指標を見る限りでは極めて効率のよい状態」であったため、改善点を見いだすことができず途方に暮れてしまう。
恩師との再会
工場の業務改善に悩むアレックスは、空港で偶然に大学時代の恩師の物理学者ジョナと再会する。昔話に花を咲かせるうちに、アレックスは自分が置かれている状況をジョナに話す。最新ロボットを導入して工場は効率的になったというアレックスに対して、ジョナは「製品の出荷量は増えたのか？」「従業員を減らして人件費は削減できたか？」「仕掛り在庫は減ったか？」などの質問をしていく。
反論を続けるアレックスに対して、ジョナは「在庫はかなり増え、全ての工程が遅れているのでは？」とアレックスの工場の現状を言い当て、工場が危機的な状況であり、非常に非効率であると明言する。会社のデータでは効率が良いとアレックスは反論するが、「評価の仕方に問題がある」とジョナは回答する。
自身が多忙なこともありジョナは、アレックスに「真の生産性とは何か？」を自分で考えるようアドバイスを与えて、以後アレックスの工場の問題解決への道標となる。
恩師からのアドバイス
アレックスはジョナに電話し、真の生産性とは「目標を達成するための手段」であり、会社のゴールは「お金を儲けること」だと回答する。ジョナは、工場の生産性の指標として、「スループット」「在庫」「業務費用」の3つを提示し、この指標を使って工場のすべてを測るようアドバイスする。
アレックスが工場を調べたところ、ロボットを導入してからの売上は横ばいか減っており、仕掛量は増えて在庫の維持コストが上がっていた。ジョナは「余剰在庫の原因は人が多すぎること」「従業員が休まず作り続ける工場は、非常に非効率」だと断言する。
さらに、「依存的事象」「統計的変動」について説明を受け、この「2つの事象の組み合わせ」が工場で何を意味するのかを考えるようアドバイスされる。
ハイキングでの発見
そんなある日、アレックスは息子デイブのボーイスカウトのハイキングに参加することになる。ハイキングの行列は、先頭にいる足の速い子供はどんどん先にいく一方で、歩くのが遅いハービーは予定よりも大幅に遅れ、彼より後の子供たちはハービーより先に行けず不満を感じていた。
前者のスピードに依存してしまうハイキングの行列は「依存的事象」であり、坂道やデコボコ道などにより一人一人の歩くスピードは一定にならないという「統計的変動」とが組み合わさることで、当初のスケジュールよりも進行速度が上がらなくなっていた。
行列の速度を決めているのは「歩くのが一番遅いハービー」であり、ボトルネックとなっているハービーを列の一番前を歩かせ、ハービーの荷物をみんなで分担して持つことで『列の進行速度を改善できる』ことに気付く。
工場の問題点のヒントを見つけたアレックスだったが、彼が家庭を顧みないことにいら立ちをつのらせ、妻のジュリーは実家へと帰ってしまう。
ボトルネックの解消
ハイキングでの気づきから、アレックスは工場の各プロセスを調べなおすうちに、最新ロボットと熱処理炉の前に大量の仕掛品が溜まっていることを見つけ、それこそがボトルネックであると判明する。最新ロボットでは、非緊急品の処理や作業員の休憩のために処理に使われていない時間が多くあった。また、熱処理装置は専属の作業者がつかず、装置が停止している時間が多くあった。
最新ロボットを改善するために、従業員の休憩時間を見直してフル稼働させ、品質検査をボトルネック前に行い、昔使っていた古い装置を使ったり、下請けや外注に出すようにした。さらに、スタッフ全員で優先度を共有できるよう、重要度により色分けしたステッカーを貼るようにした。
熱処理装置については常時管理者をつけ、一度に一緒に入れられる部品を一纏めにした。さらには、熱処理装置に入れる必要のない部品を見つけ出すことで、ボトルネックの負荷を軽減していった。これらの工夫により、生産性は大きく向上した。
新たなボトルネックの出現
2つのボトルネックを解消したアレックスであったが、非ボトルネックを常にフル回転していたため、仕掛在庫が増えてしまう。ボトルネックの処理ペースに合わせて、タイミングよく資材を投入する必要があったのだ。
ハイキングの行列に例えて子供たちに聞いてみたところ、太鼓を叩くことでリズムに合わせて歩くことや、全員をロープでつなぐことで行列の長さを制限するというアドバイスをもらう。そのアイデアを元にして、ボトルネックから逆算することで工場中の資材の投入タイミングを決めることを思いつく。
また、それまで重要度に応じてステッカーを貼るようにしていたのだが、溜まっていた仕掛り在庫が消えたことで、ステッカーがないほうが滞留を産まなくなることが判明し、それまで非常に効果的であったステッカーを廃止した。
バッチサイズ半減により回転数アップ
さらに生産性を上げるため、アレックスは「熱処理装置が一度に処理する数を半減させて回転数を上げる」ことを提案する。バッチサイズを半分にすることで、処理時間・処理待機時間・部品待ち時間が半分になり、仕掛りの待機時間も半分となりオーダーの生産ペースが向上するのだ。
熱処理装置の処理量に合わせて全ての生産計画を練り直し、「前工程での資材の投入量を抑える」ことによって、大量の仕掛品は激減していった。さらに、「完成品の在庫数も減らす」ことで、従来の会計方式では大きな損失が出たように見えるが、アレックスはそれを隠して改革を断行した。次第に、製品の完成は納期通りになり、納期よりも早く完成させられることができるようになった。
短納期の実現へ
これでも目標額に届かないアレックスは、本社の営業のジョニー・ジョンズにもっと大きな仕事をもらえるように相談する。ジョニーは、短納期のため諦めていた大きな仕事をアレックスの工場に引き受けさせた。アレックスの工場は、これも納期通りに完成させることができた。
本社の会計担当のヒルトンは、工場内の在庫が減っており、「既存の会計方法によると、会計上の損失が出ている」ことを指摘する。ヒルトンは、従来のやり方に戻せと迫るが、そこへ本社副本部長のビル・ピーチとジョニー・ジョンズが工場を訪れ、納期通りに仕事が仕上がったことを褒め称え、労わりの言葉をかける。
そして、実家に戻っていたジュリーも自宅に戻ってきて、アレックスは家族の大切さを実感するのであった。

## 登場人物

### 主要人物
アレックス・ロゴ (Alex Rogo)
主人公。ユニコ社の工場の所長。
妻ジュリー(Julie)、息子デイブ(Dave)、娘シャロン(Sharon)がいる。
ジョナ (Jonah)
アレックスの大学時代の恩師で物理学者。

### 工場関係者
フラン (Fran)
アレックスの秘書。
ルー (Lou)
経理課長。
ステーシー (Stacey)
資材マネージャー。
ボブ・ドノバン (Bob Donovan)
製造課長。
ラルフ・ナカムラ (Ralph Nakamura)
データ処理担当の責任者

### ユニコ社の本社部門関係者
ビル・ピーチ (Bill Peach)
アレックスの上司。副本部長。
イーサン・フロスト (Ethan Frost)
経理部長
ジョニー・ジョンズ (johnny jones)
マーケティング部長
ヒルトン・スミス
アレックスの同期でライバル。会計担当。

### その他
ハービー (Harvey)
デイブのボーイスカウトの行事のハイキングで一番歩くのが遅かった。

## 漫画
日本では、2014年に監修:岸良裕司、脚色;青木健生、作画:蒼田山で、舞台設定を架空の日本企業に置き換えたコミック版も出版されている。2021年現在、続編の「ザ・ゴール2」のコミック版も発売されている。